# Bilderrätsel

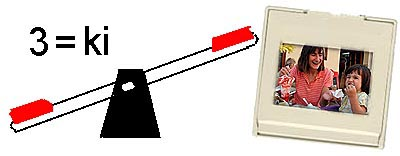
Beispiel für ein Bilderrätsel

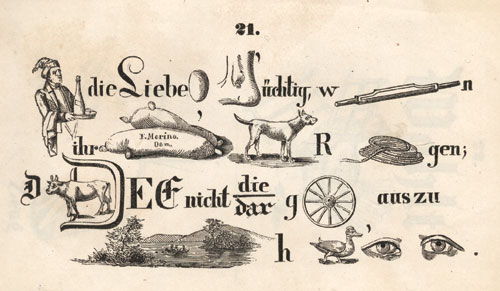
Rebus von 1861. Die Auflösung ist eine Paraphrase eines Epigramms von Wilhelm Müller: Wirt (Wird) die Liebe Ei Fers’ üchtig, w achse n Ihr Woll'(=wohl) Hund (e)R Tau gen;
D „Ochs in D“ „zwei E“ nicht „dar unter die“ g Rad aus zu
Se(e) h Ent’ Augen.

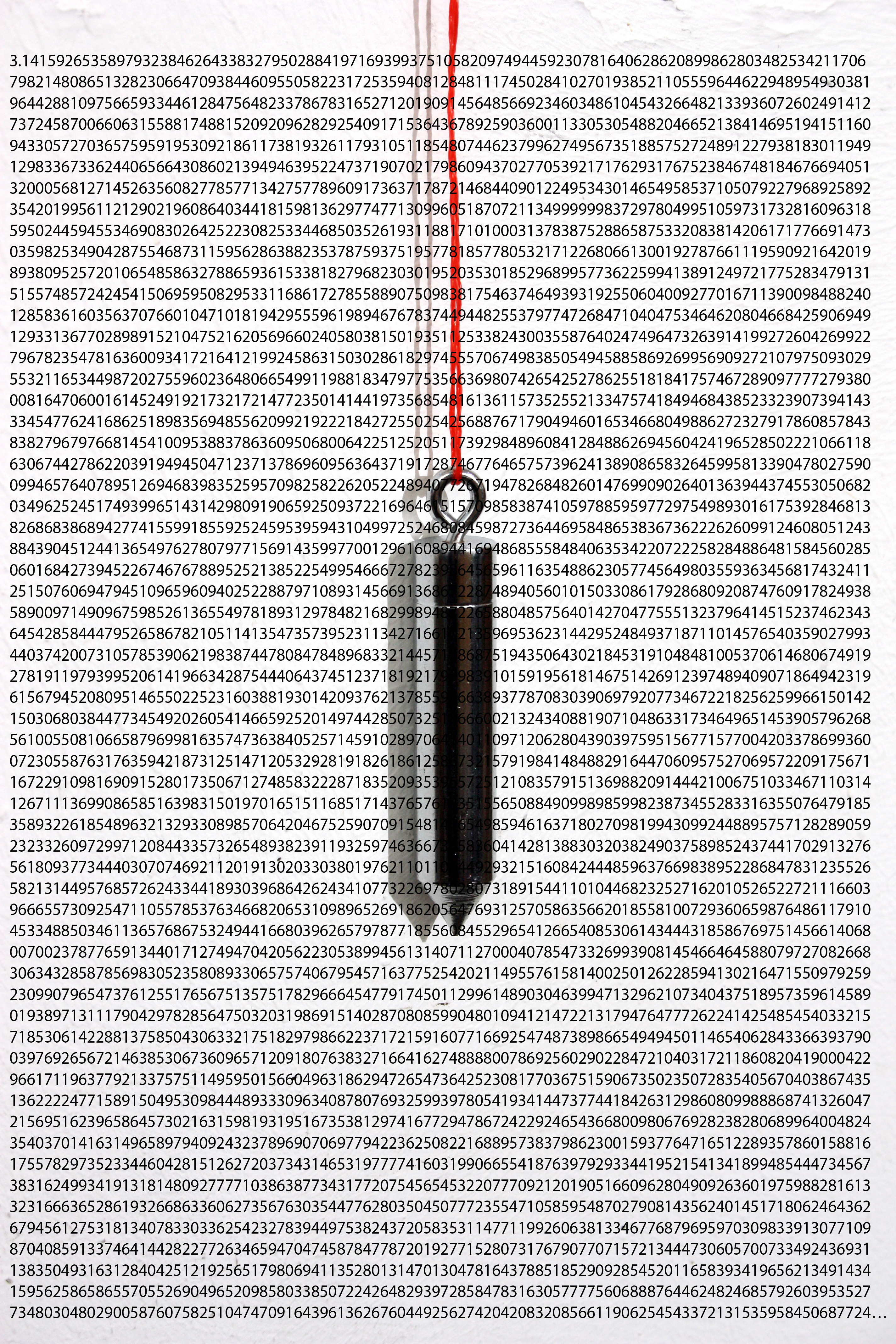
Ein Bilderrätsel, in dem die Aufgabe ist, mit dem Erkennbaren bzw. Wortspielen einen/den passenden Bildnamen zu finden, in diesem Fall der Wert Pi und das Lot.

Ein Bilderrätsel, auch der oder das Rebus (lateinisch rebus ‚durch Dinge‘) genannt, ist ein größtenteils aus Zeichnungen bestehendes Rätsel: Eine Reihe von Bildern und Zeichen, deren Wortlaut durch Aneinanderfügung und Abstraktion einen oder mehrere neue Begriffe ergeben, die mit den Bildern in keinem sachlichen Zusammenhang stehen. Dabei kann der Austausch, der Wegfall oder die Hinzufügung einzelner Buchstaben verfügt werden.

## Historisches
Aus Bildern und Zeichen bestehende Rebusfolgen waren schon im 15. Jahrhundert bekannt und erfreuten beispielsweise in Form bebilderter Spottgedichte Adel und gebildete Schichten. Meisterlich ausgeführt sind die um 1522 erschienenen Bilderrätsel, kombiniert mit in nordfranzösischer Mundart verfassten Versen, die Rébus de Picardie illuminés.
Später erschienen Bilderrätsel in illustrierten Zeitungen und Zeitschriften. Oft wurde für die Lösung ein Preis ausgelobt und Einsender richtiger Lösungen namentlich erwähnt.
Der Wissenschaftler Valerius Cordus benutzte als Unterschrift einen Rebus mit einem gezeichneten Herzen (lateinisch cor) und hinzugefügtem „dus“.

## Varianten

### Zeichen in räumlichen Beziehungen
Eine ähnliche Art von Rätseln, die oft mit einem Bilderrätsel verknüpft sind, stellt Buchstaben und andere Zeichen in eine räumliche Beziehung, wobei die Lagebezeichnung Bestandteil der Lösung ist. Ein relativ bekanntes Beispiel ist
          Bl Bl

        Bl  e  Bl

          Bl Bl
oder auch
bTb
Um diese Art Buchstabenspiele zu lösen, muss man teilweise um die Ecke denken, und manchmal ist ein solches Rätsel auch lediglich als Wortscherz zu verstehen.
Die Lösungen finden sich in den Fußnoten am Ende des Artikels.

### Unterschiede zwischen Bildern
Ferner gibt es Bilderrätsel, bei denen die Aufgabe besteht, Unterschiede zwischen zwei auf den ersten Blick gleich aussehenden Bildern zu finden.
Hier ein Beispiel:

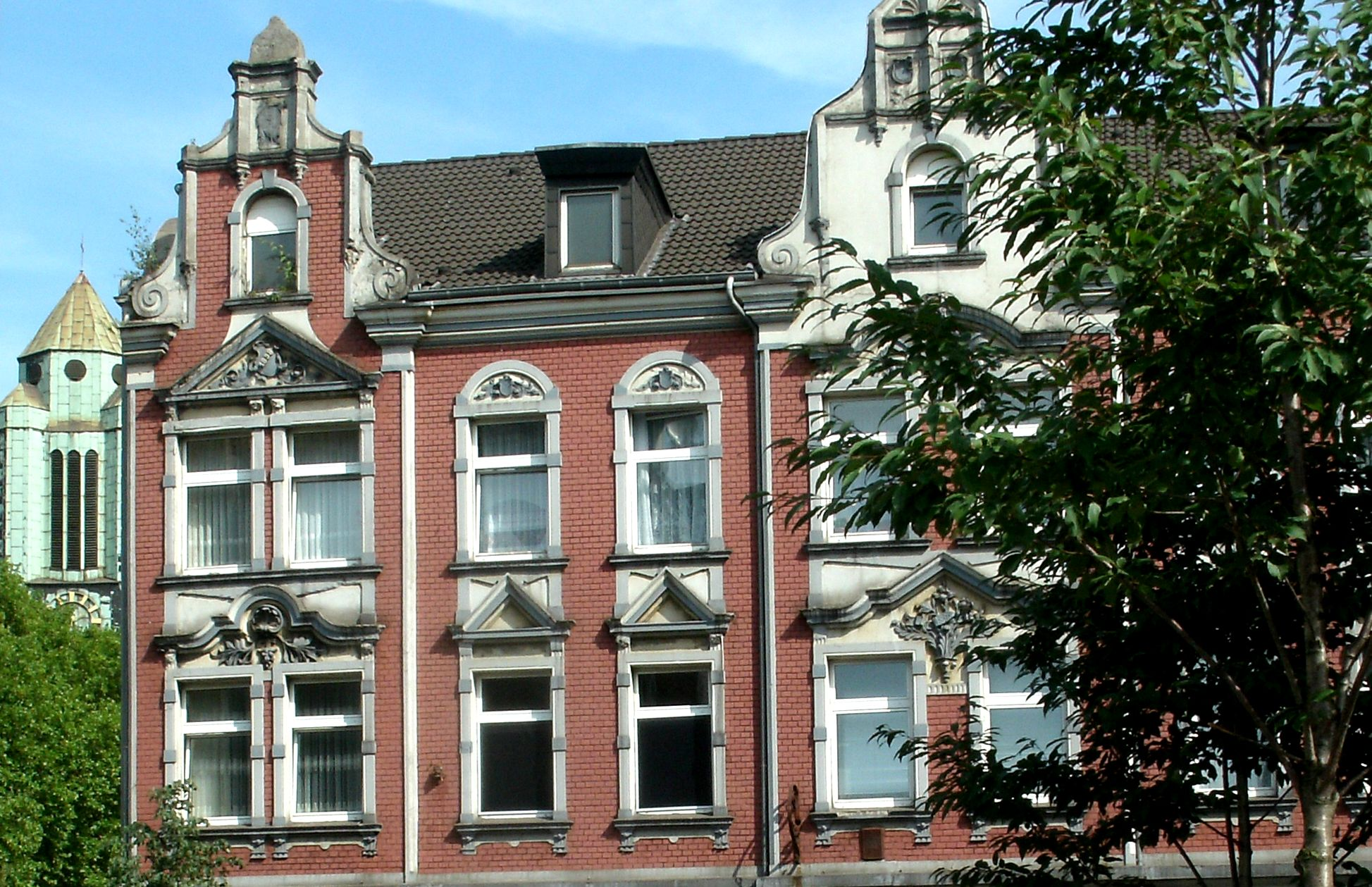
Originalfoto
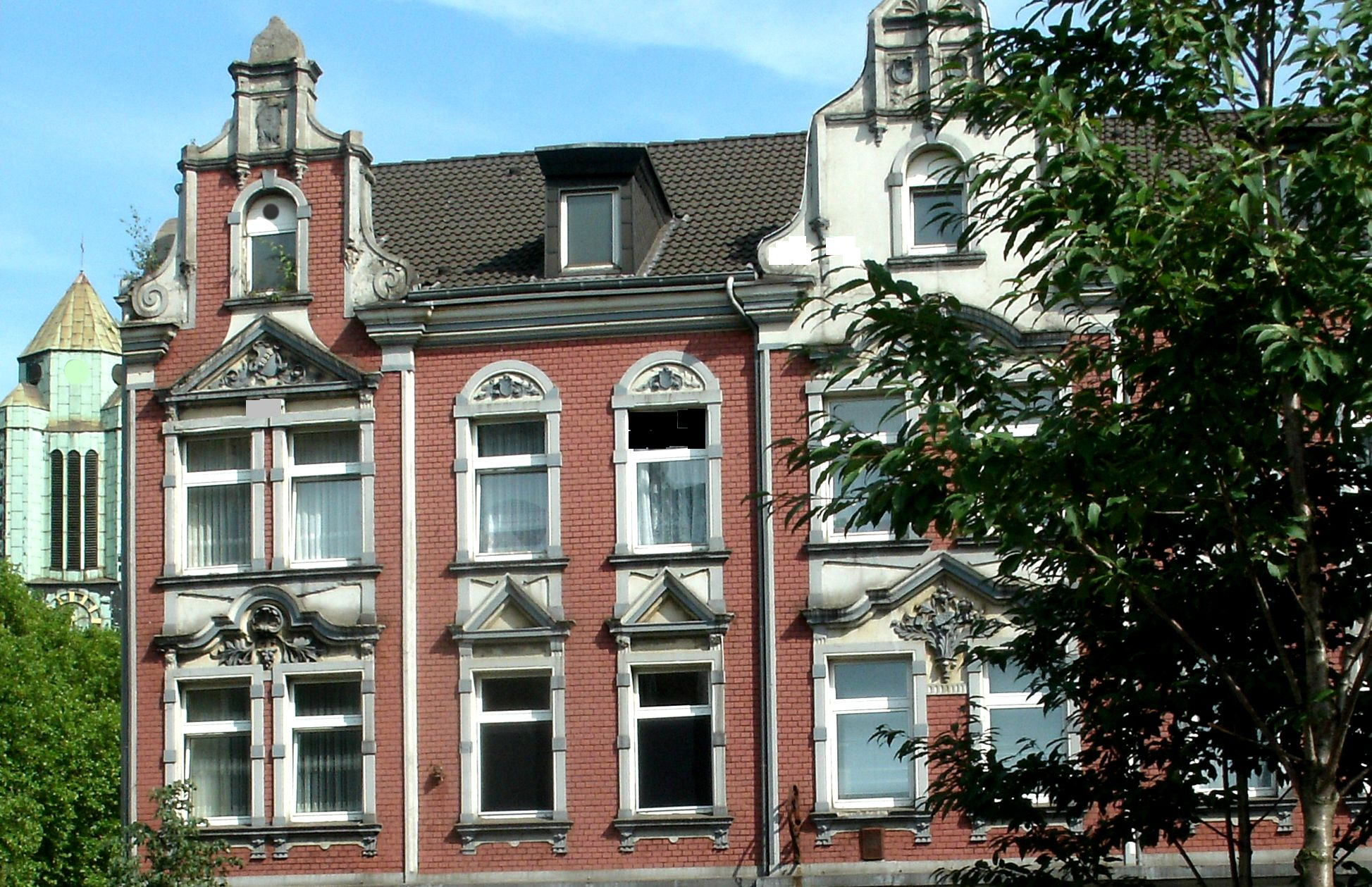
Foto mit versteckten Fehlern
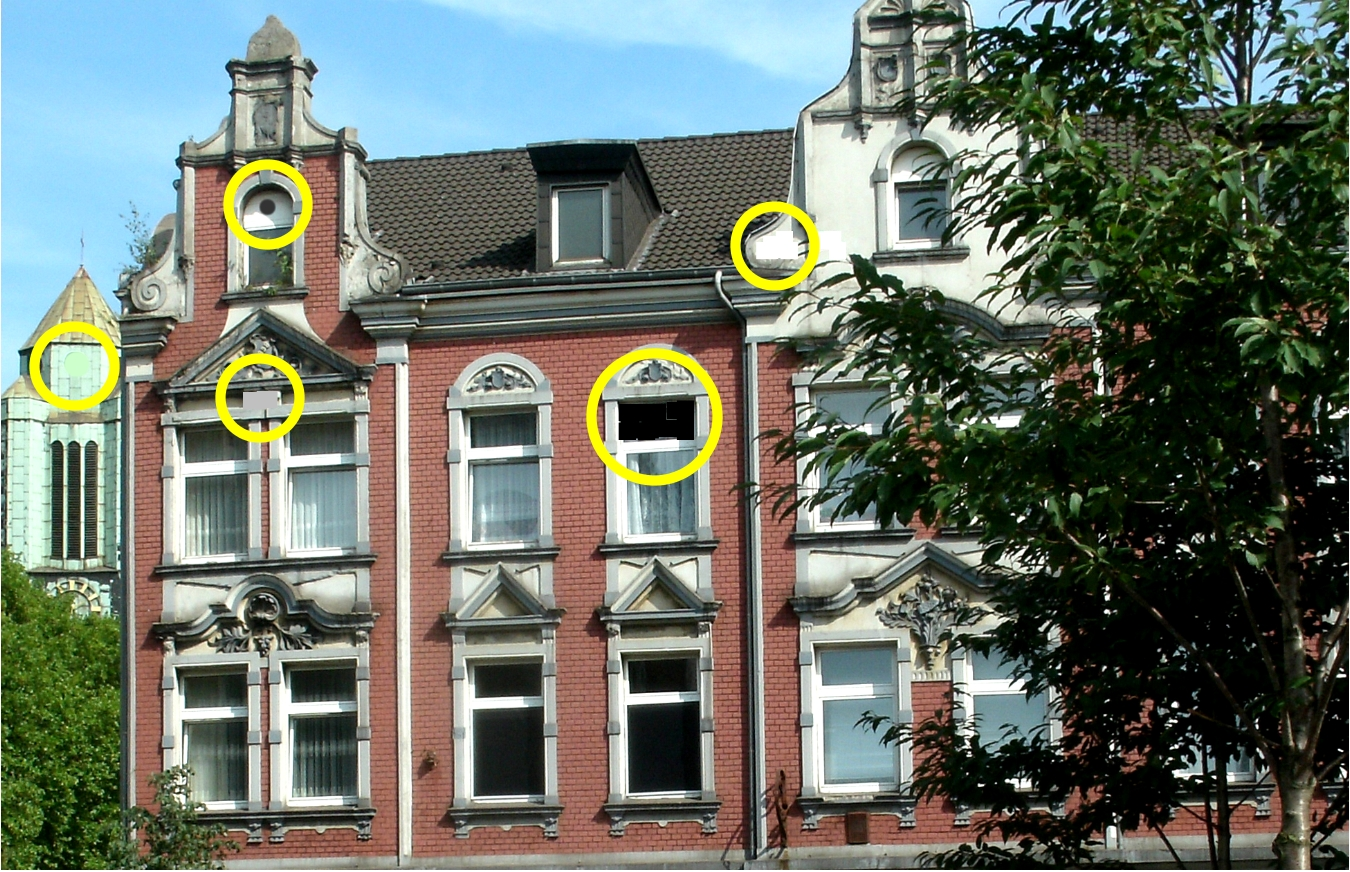
Lösung mit eingekreisten Fehlern

## Historische Anekdote
Friedrich der Große soll Voltaire folgendes Billet geschickt haben:
{\displaystyle {\frac {p}{A}}{\frac {6}{100}}?}
Voltaire soll geantwortet haben:
{\displaystyle {G}{a}}
Es gibt auch eine Variante:
{\displaystyle {\frac {P}{Venez}}a{\frac {ci}{Sans}}?}
Antwort von Voltaire: Siehe oben.